# Leucoraja leucosticta
Leucoraja leucosticta är en rockeart som först beskrevs av Stehmann 1971.  Leucoraja leucosticta ingår i släktet Leucoraja och familjen egentliga rockor. IUCN kategoriserar arten globalt som otillräckligt studerad. Inga underarter finns listade i Catalogue of Life.